# Pericallia mussoti
Pericallia mussoti är en fjärilsart som beskrevs av Charles Oberthür 1903. Pericallia mussoti ingår i släktet Pericallia och familjen björnspinnare. Inga underarter finns listade i Catalogue of Life.